# Landkreis Aschaffenburg
Landkreis Aschaffenburg är ett distrikt i Unterfranken, Bayern, Tyskland. Distriktet ligger i Planungsregion Bayerischer Untermain.

## Infrastruktur
Genom distriktet går motorvägen A3.